# Toomas Varek
Toomas Varek (ur. 6 czerwca 1948 w Rakvere) – estoński polityk, inżynier, w latach 2006–2007 przewodniczący Zgromadzenia Państwowego.

## Życiorys
Ukończył w 1967 Szkołę Średnią w Kundzie, w 1972 został absolwentem inżynierii mechanicznej na Estońskiej Akademii Rolniczej. Pracował w państwowych gospodarstwach rolnych, od 1975 zajmował stanowiska dyrektorskie. Po przemianach politycznych w 1992 zajął się biznesem, przez cztery lata zajmował stanowisko dyrektora zarządzającego spółki akcyjnej.
Od 1993 do 1996 był także radnym miny Haljala. W 1996 został wybrany na burmistrza Rakvere. Funkcję tę pełnił przez trzy lata, później przez rok zasiadał w radzie miasta. W 1999, 2003 i 2007 uzyskiwał mandat posła do Zgromadzenia Państwowego IX, X i XI kadencji z ramienia Estońskiej Partii Centrum. W okresie od 10 lutego do 10 kwietnia 2003 był ministrem spraw wewnętrznych w rządzie Siima Kallasa. W latach 2005–2006 pełnił funkcję zastępcy Riigikogu, następnie przez rok przewodniczył estońskiemu parlamentowi.